# なばなの里
なばなの里（なばなのさと）は、三重県桑名市長島町駒江にある花のテーマパークである。長島観光開発株式会社の運営するナガシマリゾートの一施設である。

## 概要
里内には8店舗のレストランがあり（長島地ビール園、ベーカリーレストラン「マルセイユ」、イタリアンレストラン「麦」、とんかつ「かつ○」、中国料理「桃仙」、日本料理「翡翠」、「カフェ・ラ・テラス」、麺料理「芭蕉庵」）、他にもベーカリーショップ10・2・5（テンツーファイブ）や、売店の「村の市」では特産品や地ビール、お土産などを購入できる。また長島温泉を利用した日帰り温泉施設「里の湯」がある。さらには東海地方最大級の「花市場」が隣接してあり、東海地元の野菜や季節のお花が買うことができる。
園の名前は当地の特産品である「なばな」に由来する。

## オープン
- 1998年（平成10年）7月12日

## 花まつり

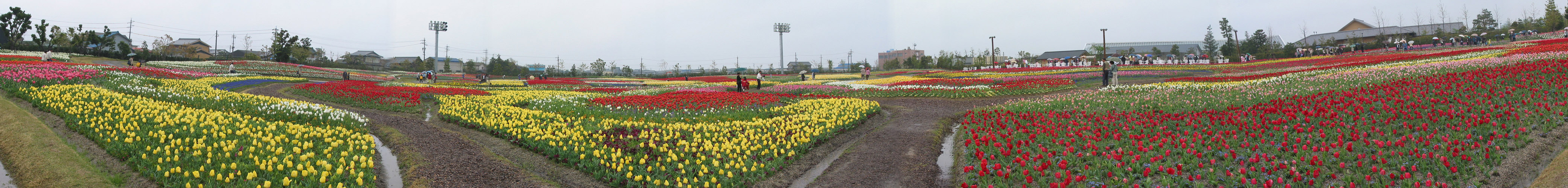
チューリップフェア（2002年4月）

花をテーマにした施設としては東海地区最大級のお花畑（13000坪）を有し、春はチューリップ、秋はコスモスや超大輪のダリアなどが咲く。

## ウィンターイルミネーション・冬華の競演
「ウィンターイルミネーション・冬華の競演（とうかのきょうえん）」は冬季に行われるLEDを使用したイルミネーションイベント。夕方になると多くの客で会場はごった返す。
イベント開催期間は長く、毎年11月中旬から3月下旬頃まで開催しており、イルミネーション目的の来場者はシーズンを通してみても突出している。イルミネーション期間は交通渋滞が発生するため、公共交通機関を利用するよう告知している。開催期間が年々長期化しているため、点灯開始時間も日の入りの時間に合わせて随時変更するようになった。2011年（平成23年）度からは、近鉄長島駅からシャトルバスが期間中毎日運行するようになった。また、イルミネーション期間中は近鉄長島駅に一部の急行が臨時停車する。

### 各年の特色
2004年度
100万球のイルミネーションと池のチャペルの前にLEDのオブジェが人気を博した。
2005年度
120万球とグレードアップし11月25日～1月29日まで開催された。640億色に変化する木曽三川をイメージした水上イルミネーションは幅5メートル、長さ110メートルと世界最大規模の水上イルミネーションであった。
2006年度
280万球の日本最大級のスケールで全長300m（200mと100m）の光のトンネル（120万球）が登場し同年の目玉となった。
2007年度
400万球のイルミネーションである。光の銀河「天の川」（120万球）が加わりパワーアップした。またイルミネーションをより美しく見るために展望台（2階建）が新設された。2008年3月2日まで開催。
2008年度
450万球のイルミネーションである。前年度の光の銀河が「光のお花畑」にリニューアルした。
2009年度
480万球のイルミネーションである。光のお花畑が、「オーロラ」をテーマとした作品にリニューアルした。2009年11月7日～2010年3月14日まで開催。
2010年度
580万球のイルミネーションである。光のお花畑が、「富士と海」をテーマとした作品にリニューアルした。2010年11月5日～2011年3月13日まで開催。
2011年度
630万球のイルミネーションである。光のお花畑が、「日本の四季」をテーマとした作品にリニューアルした。2011年11月3日～2012年3月11日まで開催の予定だったが、好評につき4月1日まで延長された。
2012年度
700万球で日本一連続年数は9年連続に伸びた。
2014年度
3月31日までの予定だったが、年度をまたいで5月10日まで延長となった。このようにGW過ぎまでの開催となったため、もはや『ウィンター』イルミネーションではなくなっている。

### ギャラリー

イルミネーション
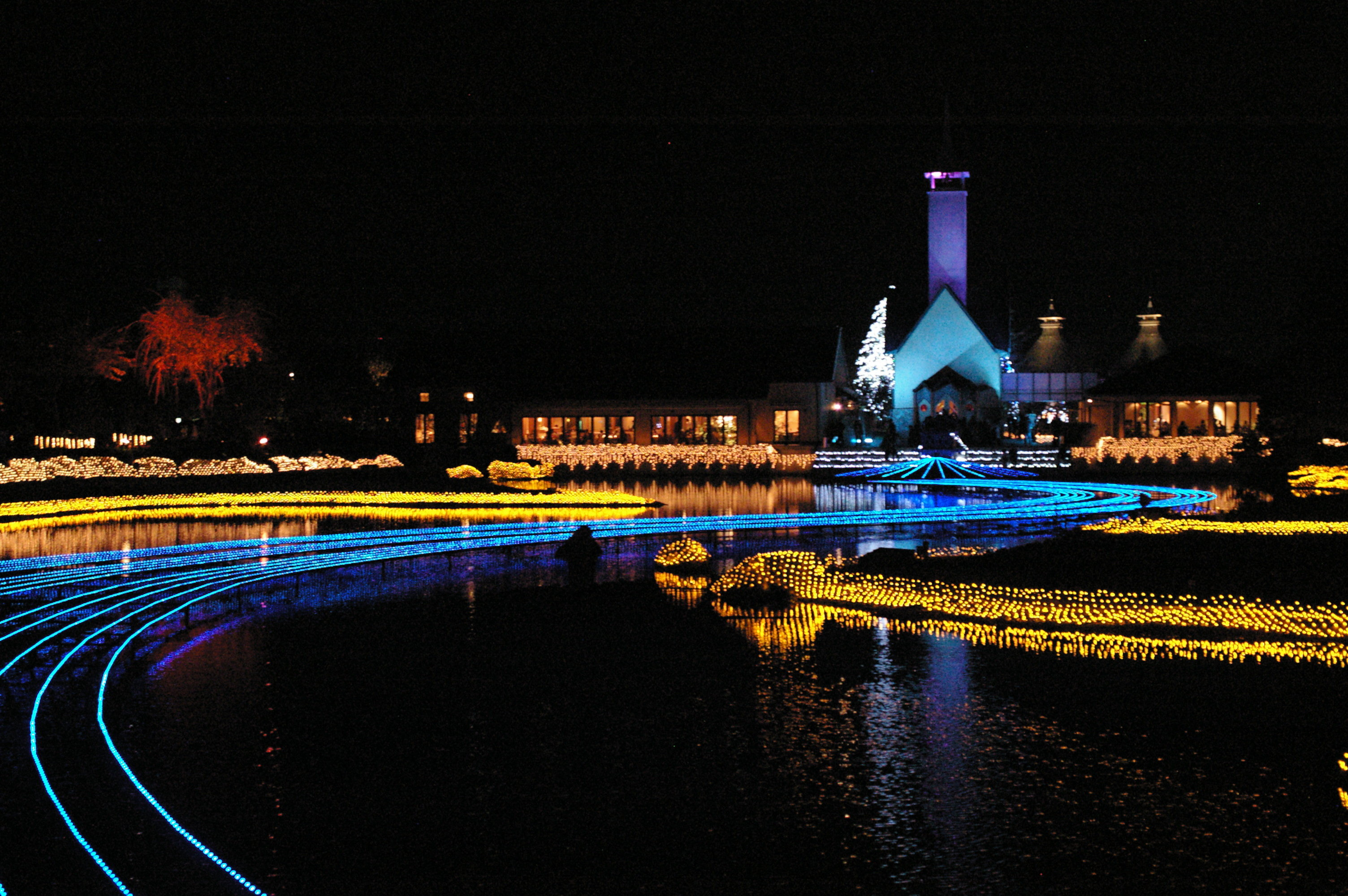
チャペル
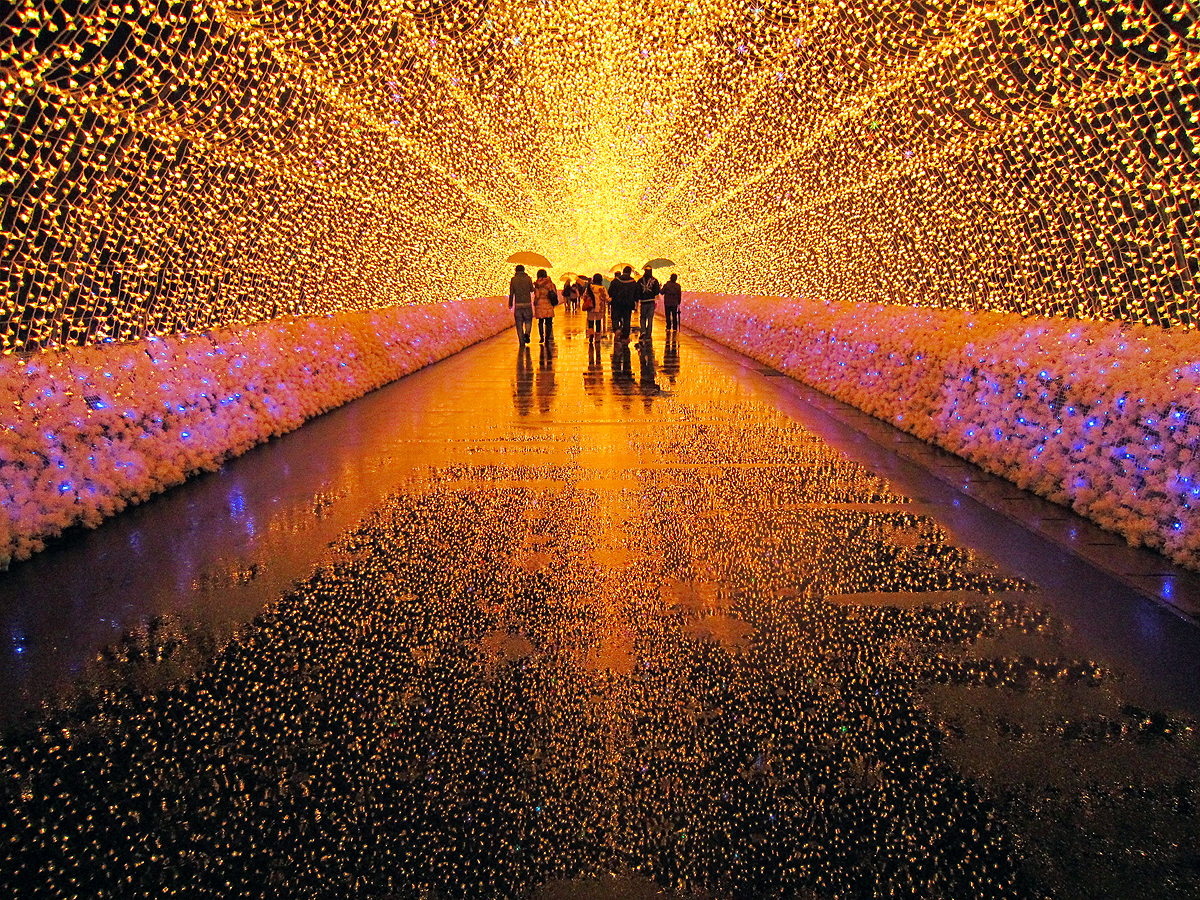
「光のトンネル」
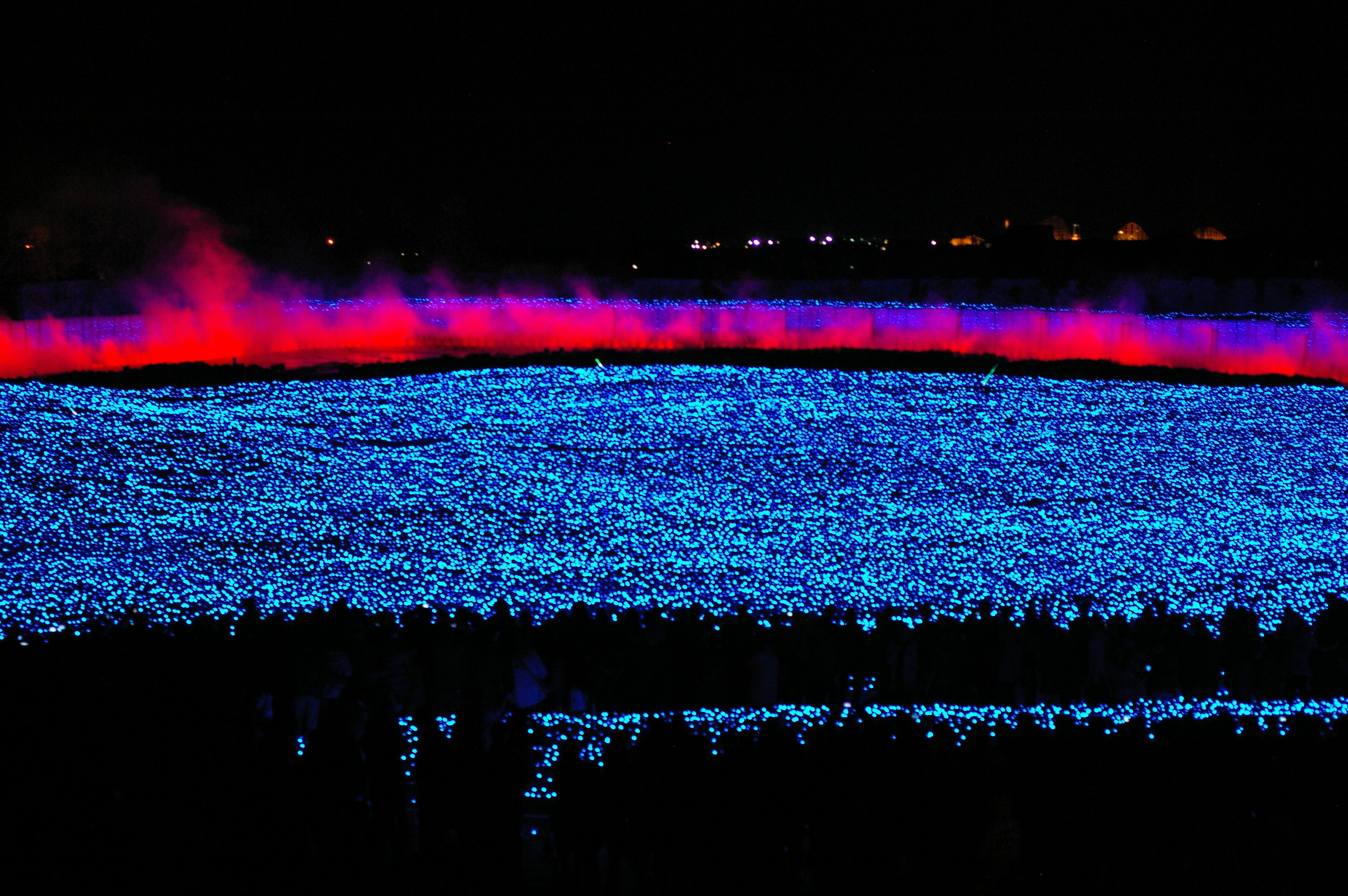
「オーロラ」
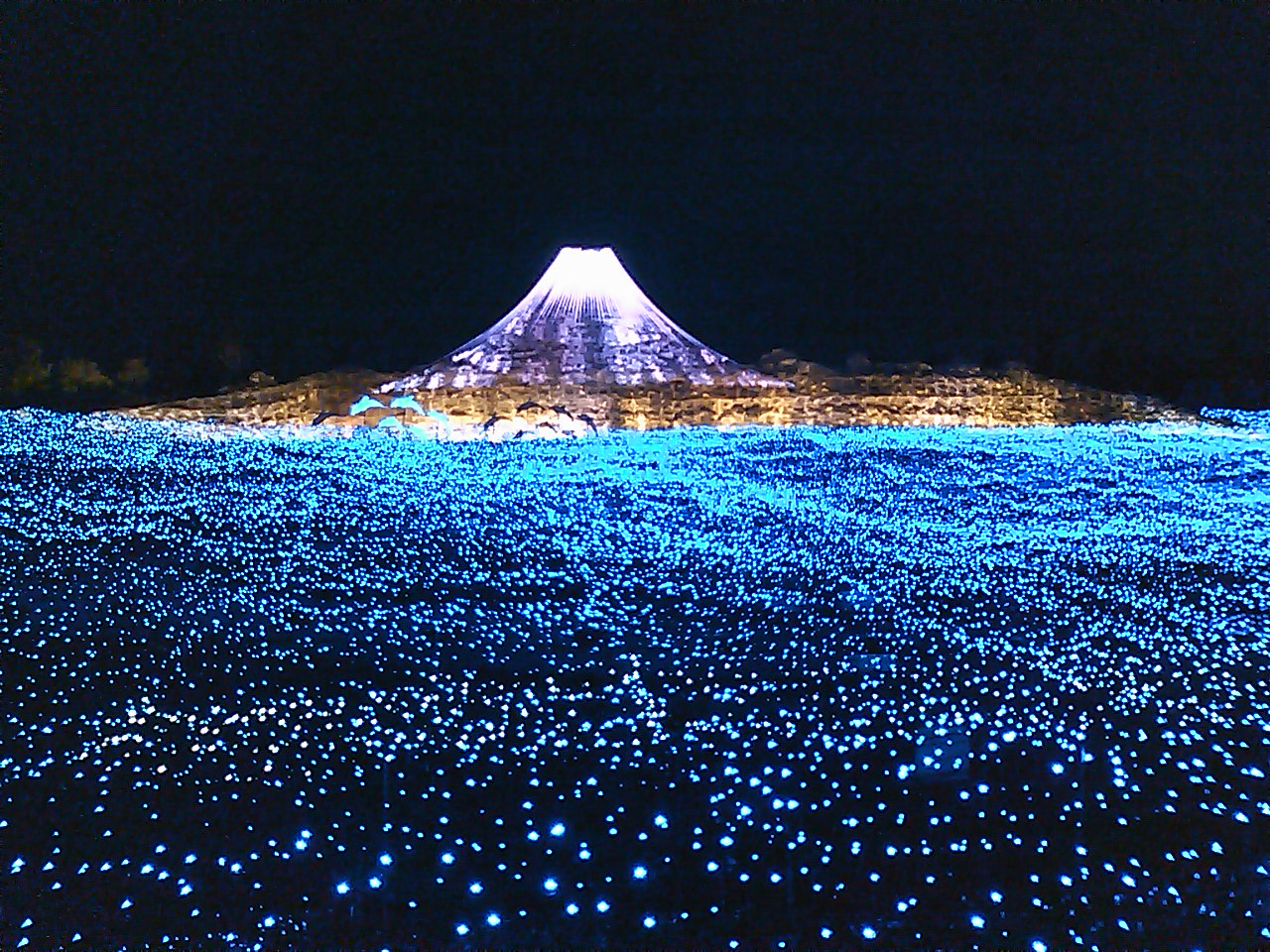
「富士と海」

## アイランド富士
ナガシマスパーランドにあった「フライングアイランド」（1992年7月20日開業）というアトラクションが、2005年度3月に移設され営業を開始。
高さ45メートルまで上昇し、最頂部で展望台が1回転し360度の景色を堪能できる、日本唯一の移動型展望台。
四季を通じ美しい「なばなの里」はもちろん、街の夜景（名古屋・桑名・伊勢湾等）を楽しめる乗り物。

## ベゴニアガーデン

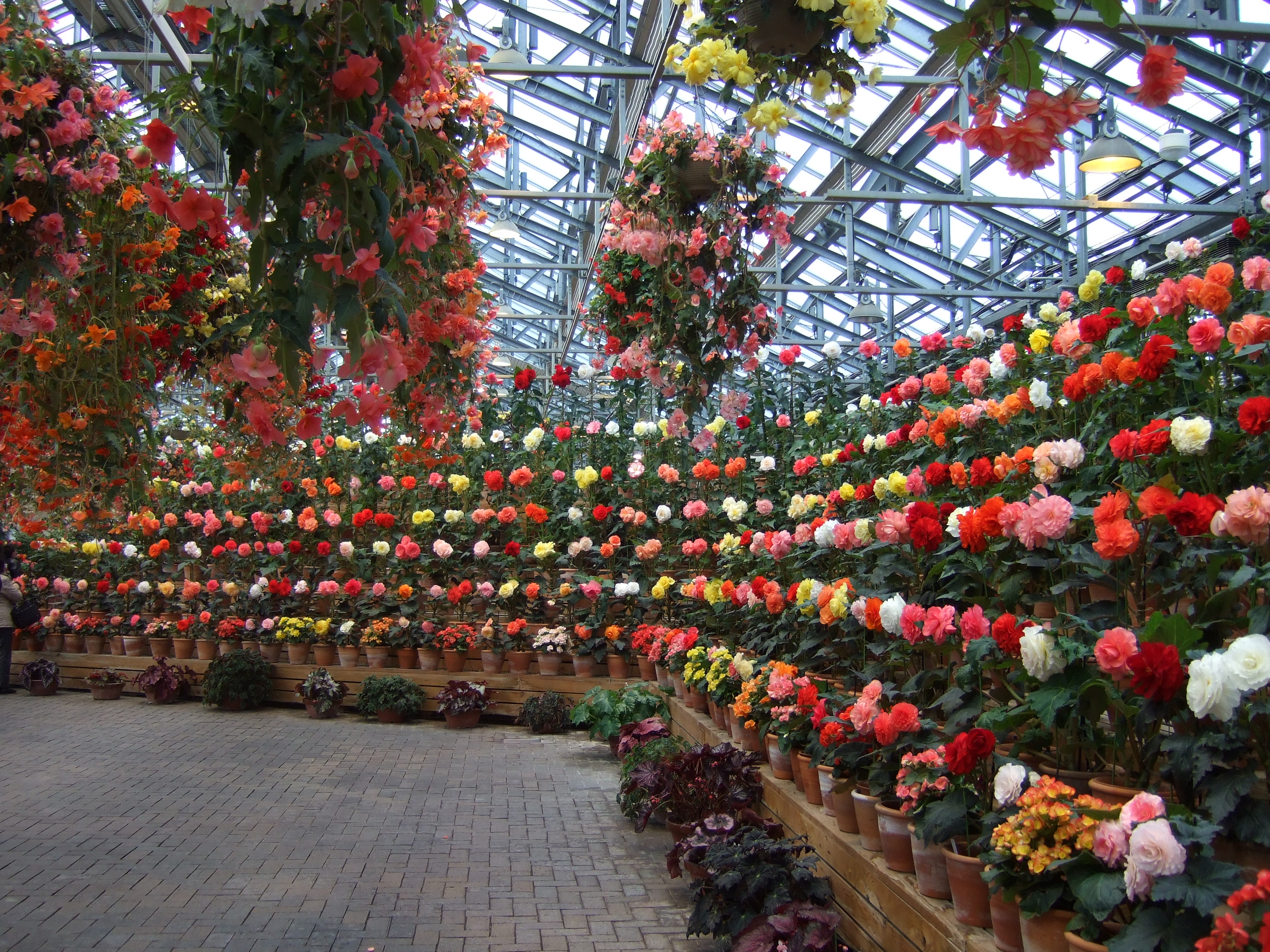
ベゴニアガーデン

日本最大級の温室。4棟の温室にはアンデスをモチーフにしたつくり。世界中のベゴニアが咲き、温室内は常に28度を維持している。

### バラ園
2006年（平成18年）5月15日に新名所としてベゴニアガーデン内に登場。5,500m2の敷地には800種類4,000本の世界中のバラが咲いている。立体的なつくりと、英国風のレンガ造りの造形物など造園もあり、自然岩に誘引したバラが見られる。特に皇室の名前の付いたのバラもあり、アーチ仕立て、ポール仕立て、ガセポなどもある。

## あじさい・花しょうぶ園
2006年（平成18年）6月10日に新名所として登場。50種類70,000株のあじさいと、50種8,000株の花しょうぶが咲く。
特に敷地は8000坪とあじさい園としてはおそらく日本最大。広い動線は車イス等にとてもやさしいつくり。
特に中央に流れる小川にはジャパニーズワイルドガーデンを思わせるワラビやセリなどが穂茂る。
花しょうぶの植えてあるところも立体的になっており、「棚田」風の段々畑になっている。

## 関連施設
ナガシマリゾートは以下の施設となばなの里で形成されている。
- ナガシマスパーランド：東海地区最大の遊園地。
- 湯あみの島：当地に湧き出る長島温泉を使った露天施設を主体とした温泉テーマパーク。施設内の大広間ステージでは歌手のコンサートや中国雑技団のショーなどがある。
- ホテル花水木：純和風ホテル
- ガーデンホテルオリーブ
- ホテルナガシマ
- 三井アウトレットパーク ジャズドリーム長島：三井アウトレットパークによってナガシマスパーランド駐車場内につくられたアウトレットモール。
- ナガシマカントリークラブ：三重県いなべ市にあるゴルフ場。

## 交通アクセス
ナガシマスパーランド#交通アクセス参照